# Laskowo (Strzelno Klasztorne)
Laskowo – część wsi Strzelno Klasztorne w Polsce, położona w województwie kujawsko-pomorskim, w powiecie mogileńskim, w gminie Strzelno.
W latach 1975–1998 Laskowo administracyjnie należało do województwa bydgoskiego.